# 青山総一
青山 総一（あおやま そういち）は、日本のイラストレーター。同人誌、一部作品では明日香 景介（あすか けいすけ）名義を使っている。

## 関連作品

### ゲーム
- 海辺でリーチ!（毎日コミュニケーションズ）
- 精霊召喚 〜プリンセス オブ ダークネス〜（翔泳社）
- ブレードメーカー（翔泳社）
- ルナ・ウイング 〜時を越えた聖戦〜（翔泳社）
- Scramble Heart（BONBEE、明日香景介名義）
- 海辺でリーチ!DS（毎日コミュニケーションズ）

### 雑誌
- COMICぴゅあ（童夢舎、Vol.1〜4表紙デザイン、明日香景介名義）
- ぴゅあぷちっと（童夢舎、Vol.1〜15表紙デザイン、明日香景介名義）